# 深川富岡八幡葵太鼓
深川富岡八幡葵太鼓（ふかがわとみおかはちまんあおいだいこ）は、1976年（昭和51年）に「深川富岡八幡宮」の氏子で結成された東京都江東区深川の和太鼓集団。【二代目会長】滑川智也。【顧問】滑川智大（初代会長、江東区太鼓連盟会長、江戸川区太鼓連盟盆太鼓コンテスト審査委員長）。会員数23名(準会員含、2024年現在）。

## 活動概略
和太鼓によって郷土民族芸能文化を創り、かつ伝承していくことを目標として結成され、1976年（昭和51年）1月15日に深川富岡八幡宮へ初太鼓奉納をした。これ以降は毎年、成人祭奉納や江戸三大祭の一つに数えられる深川八幡祭での奉納太鼓を行っており、その奉納太鼓は今や深川八幡祭の一大名物となっている。
このような深川富岡八幡宮を基盤とした地元地域での演奏活動の一方で、東京国立博物館・明治記念館・東京オリンピック2020・豊洲千客万来などの都内各地や新潟県川口市・群馬県みどり市など他県での公演・イベントへの参加、更には地元小中学校において児童・生徒へ和太鼓の指導育成など、精力的な活動を行っている。
2025年(令和7年)に結成50周年を迎え、同年に東京都江東区『ティアラこうとう』において周年公演を予定している。

## 主な演目
- 深川八幡太鼓神輿送り
- 大徳山太鼓 回天
- 雷鳴
- 三宅
- 高山（酒豪乱れ打ち）
- 屋台囃子
- 海波
- 祭太鼓
- 龍天
- 風
- 昇
- 八幡祭
- 野良打ち
- 彩
- やまびこ
- 暁

## 公的活動の拡大
- 2005年（平成17年）1月30日、なかのZERO大ホール（東京都中野区）において、『蘇れ、美しき郷、中越！！』（主催：中越応援団・NEVER GIVE UPコンサートの会／後援：新潟県・中野区・世田谷区教育委員会・深川富岡八幡宮）と題したコンサートを開催し、中越地震「新潟共同募金会」を通して義援金を送っている。
- 2022年(令和4年)～　江東区こども食堂応援募金活動を、深川富岡八幡宮大鳥居前にて、演奏活動を行っている(毎月一回)。集められた募金は、同区内の支援を必要としている各こども食堂事業所へ、深川富岡八幡宮にて手渡しで送られている。
- 2024年(令和6年)～　石川県能登半島震災復興支援募金活動を、深川富岡八幡宮大鳥居前にて、演奏活動を行っている(毎月一回)。この活動は現在も継続している。

## 葵太鼓演奏動画外部リンク
- YouTubeより　-　雷鳴(ドイツ・ハンブルク市)
- YouTubeより　-　回天
- YouTubeより - 三宅(なかのZEROホール)